# Pierre Augustin Dangeard

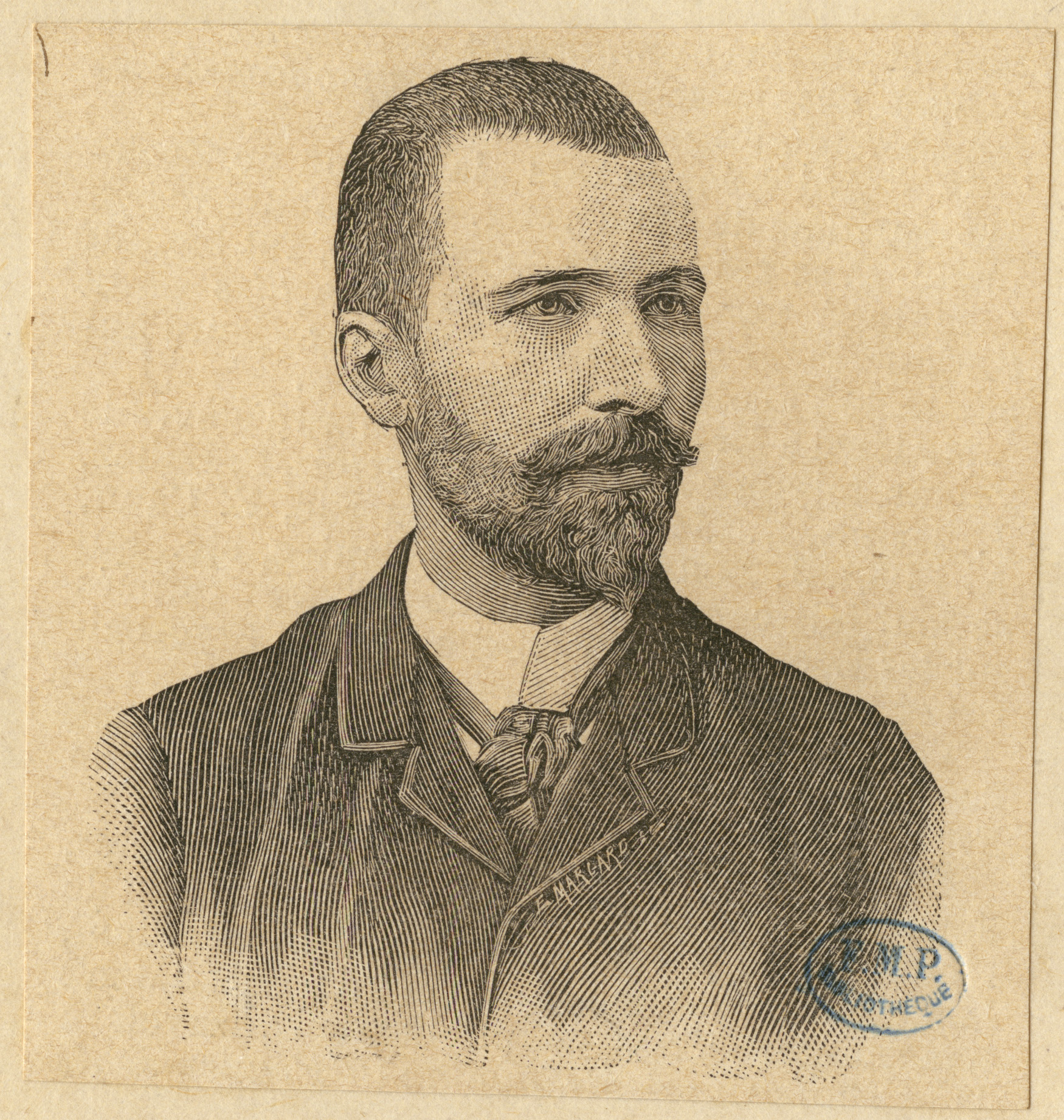
Pierre Augustin Dangeard

Pierre Augustin Dangeard, mit vollem Namen Pierre Clément Augustin Dangeard (* 23. November 1862 in Ségrie im Departement Sarthe; † 10. November 1947 in Ségrie), war ein französischer Botaniker und Mykologe. Sein offizielles botanisches Autorenkürzel lautet „P.A.Dang.“

## Leben und Wirken
Dangeard wurde am 23. November 1862 in der kleinen Gemeinde Ségrie geboren. Er war das einzige Kind von Pascal Francois Dangeard (1822–1863) und dessen Frau Augustine Desiree, geborene Gallais (1837–1906). Da sein Vater früh verstarb, wuchs Pierre Augustin Dangeard nur mit seiner Mutter auf.
Seine schulische Grundbildung erhielt er in der École voisine in Ségrie. Jedoch scheinen seine schulischen Leistungen so gut gewesen sein, dass er die Zugangsberechtigung zum Lehrerseminar im 30 Kilometer entfernten Alençon erhielt. An der dortigen École Normale d’Instituteur, einem nach den Schulreformen Napoleons neu geschaffenen Typ Pädagogischer Hochschulen, durchlief er von 1878 bis 1881 die Lehrerausbildung.
Nach seinem Studienabschluss blieb Dangeard vorerst im Département Orne und
arbeitete als Lehrer, erst in Chanu, danach in Flers und schließlich als Professeur am collège von Domfront. Neben seiner Berufstätigkeit lernte er bei einem Dorfpriester Latein – damals eine Voraussetzung für den Zugang zur höheren Bildung. In der Folge absolvierte er das Baccalaureat und ging als Licencié nach Caen. Hier studierte er an der Naturwissenschaftlichen Fakultät Biologie. Nach dem erfolgreichen Abschluss 1883 blieb er als Wissenschaftlicher Assistent für Botanik an der Fakultät. Im Jahr 1886 wurde er von der Naturwissenschaftlichen Fakultät in Paris zum Doktor sci. promoviert. Danach übernahm er in Caen die Position des chef des travaux pratiques und leitete das Botanische Labor.
Im Jahr 1891 wechselte Dangeard als Dozent – ab 1894 Professor – für Botanik an die Naturwissenschaftliche Fakultät nach Poitiers. Nun etabliert und relativ abgesichert heiratete er im September 1892 die 20 Jahre alte Henriette Louise Labrosse, Tochter eines Admirals. Die junge Familie blieb bis 1908 in Poitiers und Dangeard hatte in dieser Zeit mit seiner Frau vier Kinder. Der älteste Sohn Henri wurde 1893 geboren. Danach folgte 1895 der zweite Sohn Pierre Jean Louis. Im Jahr 1896 kam die Tochter Anne Marie Augustine zur Welt und 1898 folgte der Sohn Louis Marie Bernard. Im Jahr darauf starb der älteste Sohn Henri, fünf Jahre danach starb 1904 auch Dangeards Frau Henriette Louise.
Im Jahr 1909 wechselte Pierre Augustin Dangeard erneut, diesmal an die Naturwissenschaftliche Fakultät nach Paris. Hier war er bis 1923 Assistenzprofessor. Als der Ordinarius des Botanikinstituts an der renommierten Sorbonne, Gaston Bonnier, im Dezember 1922 unerwartet starb, wurde Dangeard auf den Lehrstuhl berufen. Der ehrgeizige und erfolgreiche Wissenschaftler blieb bis zu seiner Pensionierung 1934 an der Sorbonne. Pierre Augustin Dangeard starb am 10. November 1947 im Alter von 84 Jahren.
Seine beiden Söhne Pierre Jean Louis Dangeard und Louis Marie Bernard Dangeard schlugen ebenfalls eine wissenschaftliche Laufbahn ein. Der ältere Pierre, mit dem offiziellen botanischen Autorenkürzel „P.J.L.Dang.“, trat in die Fußstapfen seines Vaters, wurde ebenfalls Botaniker und erforschte marine Algen. Sein Bruder Louis war Ozeanograph und Geologe. Er hatte den Lehrstuhl für Geologie an der Naturwissenschaftlichen Fakultät von Caen inne. Über den Werdegang der Tochter Anne Marie Augustine ist nichts Berufsbezogenes bekannt.

### Mitgliedschaften und Ehrungen
Pierre Augustin Dangeard war ein angesehener Wissenschaftler, der besonders auf dem Gebiet der Algen, Pilze und Flechten arbeitete. Er war Mitglied verschiedener wissenschaftlicher Gesellschaften, darunter der Französischen Botanischen Gesellschaft, deren Präsident er während des Ersten Weltkriegs war, der Französischen Mykologischen Gesellschaft (Société mycologique de France) und der Pariser Akademie der Wissenschaften.
- 1910 Verleihung des Croix Légion d’Honneur Officier (Offizierskreuz der Ehrenlegion).
- 1911 Präsident der Französischen Mykologischen Gesellschaft.
- 1914–1918 Präsident der Französischen Botanischen Gesellschaft.
- 1917 Mitglied der Akademie der Wissenschaften Paris, Abteilung Botanik.
- 1937 Assoziiertes Mitglied der Académie royale des Sciences, des Lettres et des Beaux-Arts de Belgique.[6]
- 1938 Ehrendoktorwürde der Universität Cambridge.

## Schriften
1889 gründete Dangeard die fachwissenschaftliche Zeitschrift Le Botaniste. Er veröffentlichte selbst vielfach in dieser Zeitschrift. Nach seinem Tod 1947 führte sein Sohn Pierre Dangeard die Zeitschrift als Directeur weiter.

## Bemerkungen
Dass Vater und Sohn Dangeard als mit Algen arbeitende Botaniker beide den gleichen ersten Vornamen trugen, nämlich Pierre, sorgte selbst in Fachkreisen vielfach für Verwirrung. Pierre Augustin Dangeard sah die Namensproblematik voraus. Er versuchte dem bereits anlässlich der Veröffentlichung von Pierre Dangeards Doktorarbeit in der Zeitschrift Le Botaniste, deren Herausgeber er war, zu begegnen:
„Je suis heureux de présenter aujourd’hui dans cette 15 série du Botaniste un mémoire de mon fils ainé, dont les travaux ultérieurs porteront comme celui-ci la signature Pierre Dangeard, alors que les miens ont toujours été présentés sons la signature P. A. Dangeard : de la sorte, aucune confusion ne pourra se produire dans l’esprit des lecteurs.“
(„Ich freue mich, heute in dieser 15. Ausgabe des Botaniste eine Abhandlung meines älteren Sohnes vorzustellen, dessen künftige Arbeiten, ebenso wie die hier vorliegende, unter dem Verfassernamen Pierre Dangeard erscheinen werden, während meine [eigenen Arbeiten] immer unter dem Namen P. A. Dangeard publiziert worden sind: auf diese Weise kann auf Seiten der Leser keine Verwirrung aufkommen.“)